# Conor Dwyer
Conor James Dwyer (Evanston, Illinois állam, 1989. január 10. –) kétszeres olimpiai bajnok amerikai úszó.

## Élete
1989-ben született az Illinois állambeli Evanstonban. Szülei először kétéves korában vitték be az úszómedencébe, majd hétéves korában kezdett el versenyezni. Azt követően, hogy 2007-ben végzett a Wilmette-i Loyola Academy katolikus középiskolában, felvételt nyert a Floridai Egyetemre, ahol sportmenedzsment szakon szerzett diplomát.
2012-ben – 23 évesen – a londoni, majd 2016-ban a riói olimpián is az amerikaiak 4 × 200 méteres gyorsváltójának tagjaként lett aranyérmes, egyéniben pedig (2016) bronzérmet nyert 200 méter gyorson. Mindkét világjátékon rajthoz állt 400 méter gyorson is, ahol első alkalommal 5. lett, a négy évvel későbbi döntőben pedig – egy helyet javítva – a negyedik helyen zárt.
2011 és 2017 között hét vizes világbajnokságon szerzett érmet, ebből hatot váltóban.
2019 októberében az Egyesült Államok doppingellenes ügynöksége (USADA) – miután doppingvizsgálata a szervezetébe injekcióval bejuttatott tesztoszteront mutatott ki – húsz hónapra eltiltotta a sportolástól. A hivatalos közleményt követően bejelentette visszavonulását.